# Kompot (bebida)
El kompot o compot (компот en macedonio, búlgaro, ruso, serbio, bosnio, polaco o ucraniano) es una bebida dulce sin alcohol, que puede servirse fría o caliente, dependiendo de las tradiciones de la abuela y de la temporada. Se obtiene mediante la cocción de algunas frutas como fresas, albaricoques, melocotones, manzanas, ruibarbo, grosellas o guindas en una gran cantidad de agua, a la que generalmente se añaden azúcar o pasas como edulcorantes adicionales. A veces se añaden también diferentes especias, como la vainilla o la canela, para darle mayor sabor, especialmente en invierno, cuando el kompot se suele servir caliente. El kompot es muy popular en los países de Europa central y oriental, así como en Escandinavia. Guarda cierta semejanza con la chicha morada y otras bebidas sin alcohol similares de la región incaica.

## Presencia geográfica
El kompot es parte de la cultura culinaria de muchos países de Europa central y oriental, así como en Escandinavia y en los Balcanes, incluyendo a países y territorios tales como Albania, Armenia, Azerbaiyán, Bielorrusia, República Checa, Ucrania, Rusia, Polonia, Eslovaquia, Bulgaria, Bosnia y Herzegovina, Lituania, Letonia, Finlandia, Estonia, Hungría, Eslovenia, Croacia, Macedonia del Norte, Serbia, Montenegro, Kosovo, Eslovaquia, Moldavia, Turquía, el sudeste de Alemania, Austria y Rumanía, así como en Irán, Kazajistán, Uzbekistán, Kirguistán y Tayikistán. El kompot  era tradicionalmente utilizado como una manera de preservar la fruta durante el invierno en Europa Central y Oriental. En 1885, Lucyna Ćwierczakiewiczowa escribió en un libro de recetas que el  kompot conservaba tan bien las frutas que estas parecían frescas.
El kompot era muy popular aún en la década de 1970 y todavía lo es en muchos países de Asia Central, como Uzbekistán y Kirguistán y en otros países de Europa Central y Oriental como Bulgaria, Bielorrusia, la República Checa, Polonia, Hungría, Eslovaquia, Rumanía, Ucrania o Rusia. Pueden encontrarse decenas de recetas para su preparación en el libro de recetas polaco Kuchnia Polska. A pesar de ello, su consumo ha ido disminuyendo desde la década de 1980. Con el final del racionamiento en muchos de los países de Europa Central y Oriental, el kompot ha sido sustituido por el zumo de frutas, los refrescos y el agua mineral.

## Uzvar
El uzvar o vzvar es una bebida similar al kompot preparada a partir de diversas frutas secas y, en ocasiones, bayas, endulzada con miel o azúcar.